# Alice Brown (Schriftstellerin)

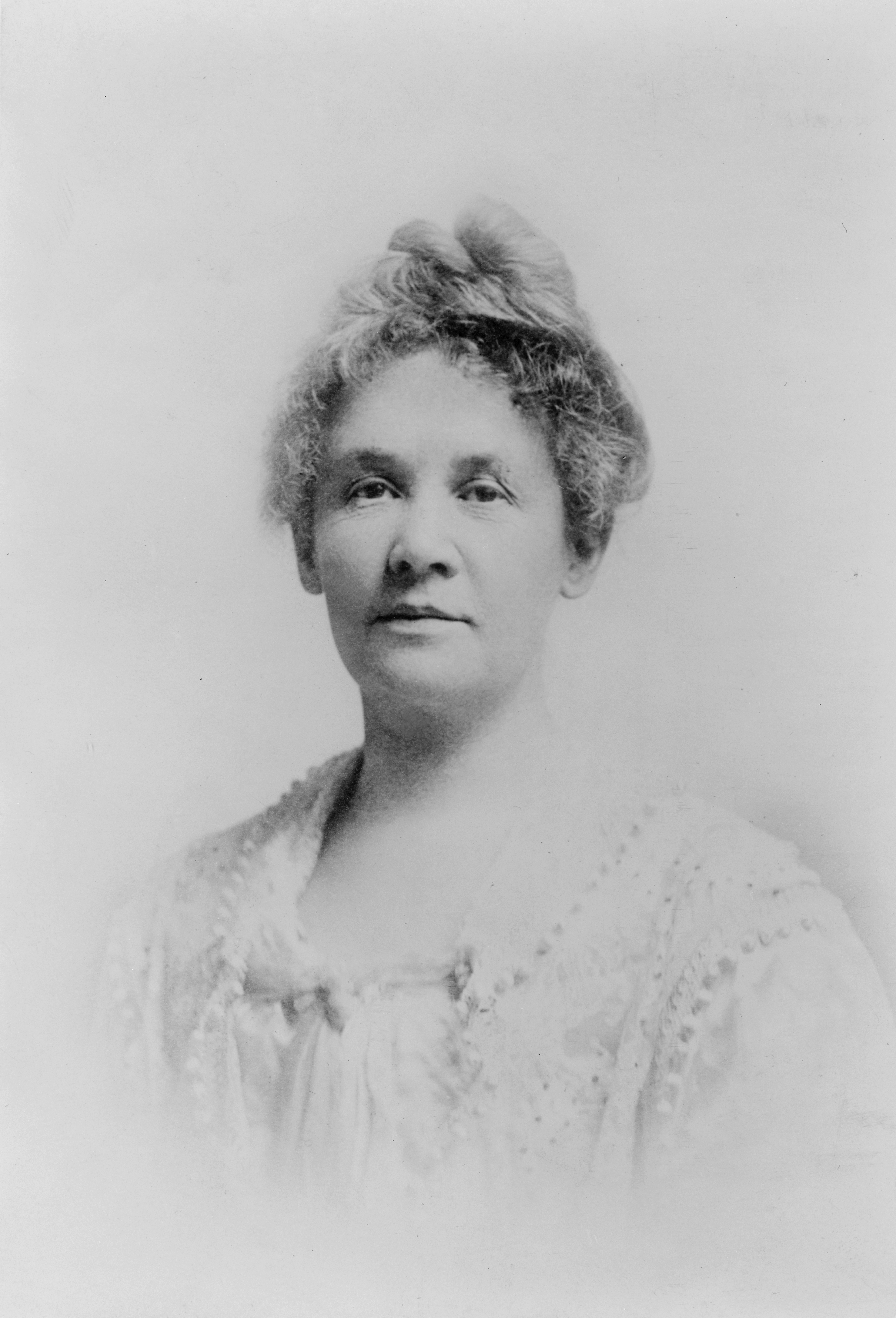
Alice Brown, um 1900

Alice Brown (* 5. Dezember 1857 in Hampton Falls, New Hampshire; † 21. Juni 1948 in Boston, Massachusetts) war eine US-amerikanische Kurzgeschichtenautorin, Romanautorin und Dramatikerin, die vor allem als Autorin von Geschichten mit dem Lokalkolorit Neuenglands bekannt wurde.

## Leben
Brown war die Tochter von Levi Brown und Elizabeth Lucas, die Landwirte waren. Sie besuchte die Robinson Academy in Exeter, New Hampshire, wo sie 1876 einen Abschluss erwarb. Sie wurde Lehrerin an einer Landschule und 1880 nahm in Boston. Dort fand sie auch eine Anstellung bei der unitarischen Zeitung Christian Register. 1885 wurde sie zudem Mitarbeiterin des Youth's Companion. In der Zeit veröffentlichte Brown ihre ersten Bücher, Stratford-by-the-Sea (1884) und Fools of Nature (1887), letzteres eine Studie über die Dorfbewohner Neuenglands.
In Boston freundete sich Brown mit Louise Imogen Guiney. Über sie lernte sie den Katholizismus kennen. 1890 bereisten Brown und Guiney England. Im folgenden Jahr gründeten sie die Women's Rest Tour Association, um die Reisemöglichkeiten für Frauen zu verbessern. Brown arbeitete für das Publikationsorgan der Association, dem Pilgrim Scrip. 1895 unternahm sie zusammen mit Guiney eine weitere Reise durch England und Wales, die sie 1896 in By Oak and Thorn verarbeitete. Im Jahr 1911 wurde sie Präsidentin der Association und blieb in diesem Amt bis zu ihrem Tod. Im Jahr 1913 trat sie dem Boston Authors Club bei und war von 1920 bis 1922 dessen Präsidentin.
Zusammen mit Guiney und Harriet Elizabeth Prescott Spofford veröffentlichte Brown 1894 das Buch Three Heroines of New England Romance. 1895 erschien eine Sammlung von Kurzgeschichten, die in einer fiktiven, ihrer Geburtsstadt nachempfundenen Stadt mit dem Namen „Tiverton“ spielen, Meadow-Grass: Tales of New England Life. 1899 erschien eine weitere Sammlung zum gleichen Thema, Tiverton Tales. Die Kurzgeschichten zeichnen Porträts des Lebens und der Charaktere in Neuengland, deren Schwächen und Marotten mit Humor ausgearbeitet werden. In den zwanzig Jahren nach Meadow-Grass veröffentlichte Brown mehr als 120 weitere Kurzgeschichten in diversen Zeitschriften. Sie erschienen später teilweise in den Sammlungen The County Road und Country Neighbors.
Brown hatte auch Interesse an historischen Themen: Sie verfasste eine Biografie der Historikerin und Dichterin Mercy Otis Warren aus der Zeit des Revolutionskriegs und mit Guiney zusammen eine biografische Studie zu Robert Louis Stevenson. Sie schrieb auch Romane, darunter auch solche mit mystischen und übernatürlichen Sujets, mit denen sie aber nur selten die Einheitlichkeit und Qualität ihrer Kurzgeschichten erreichte. 1908 beteiligte sich Brown an dem Experiment, bei dem sie als eine von zwölf Autoren das Kapitel „Peggy“ zu The Whole Family: A Novel by Twelve Authors beitrug.
Brown war auch als Dramatikerin erfolgreich. 1914 gewann sie einen von Winthrop Ames gestifteten Preis für ihr Stück Children of Earth: A Play of New England, das Ames 1915 am Broadway aufführte. Das Stück erhielt aber nur gemischte Kritiken und lief nicht lange. Wie bei ihren Prosawerken war sie mit Einaktern, von denen einige auch auf den Kurzgeschichten basierten, erfolgreicher. Ihr erfolgreichstes Stück war Joint Owners in Spain (1914), das noch 1934 in die Anthologie Fifty One-Act Plays aufgenommen wurde.
Brown schrieb bis in die 1930er Jahre in diversen Genres. Gegen Ende ihres Lebens wurde sie religiös und fühlte sich zum Katholizismus hingezogen.
Browns Nachlass befindet sich in den Bibliotheken der Yale University, des Smith College und des College of the Holy Cross, sowie in der Boston Public Library.

## Werke (Auswahl)
Prosa
- Stratford-by-the-Sea (1884)
- Fools of Nature (1887)
- mit Louise Imogen Guiney und Harriet Elizabeth Prescott Spofford: Three Heroines of New England Romance (1894)
- By Oak and Thorn (1896)
- Meadow-Grass: Tales of New England Life (1896)
- Mercy Warren (1896)
- Tiverton Tales (1899)
- The Country Road (1906)
- mit elf weiteren Autoren: The Whole Family: A Novel by Twelve Authors (1908)
- Rose MacLeod (1908)
- The Story of Thyrza (1909)
- Country Neighbors (1910)
- John Winterbourne's Family (1910)
- Vanishing Points (1913)
- Bromley Neighborhood (1917)
- The Flying Teuton (1918)
- Old Crow (1922)
- Ellen Prior, (1923)
- Dear Old Templeton (1927)
- The Willoughbys (1935)

Drama
- Joint Owners in Spain (1914)
- Children of Earth (1915)